# Larrea
Larrea là một chi thực vật có hoa trong họ Zygophyllaceae.

## Loài
Chi này gồm các loài:
- Larrea ameghinoi
- Larrea cuneifolia
- Larrea divaricata
- Larrea nitida
- Larrea simulans
- Larrea tridentata